# 卡斯泰拉-韦尔迪藏
卡斯泰拉-韦尔迪藏（法語：Castéra-Verduzan，法語發音：[kasteʁa vɛʁdyzɑ̃]）是法国热尔省的一个市镇，属于孔东区。

## 历史
该市镇于1821年由原市镇卡斯泰拉韦旺（Castéra-Vivens）、拉克拉沃里（Laclaverie）和韦尔迪藏（Verduzan）合并而成。

## 地理
卡斯泰拉-韦尔迪藏（43°48'16"N, 0°25'50"E）面积19.82 平方千米，位于法国奧克西塔尼大區热尔省，该省份为法国西南部内陆省份，北起顺时针与洛特-加龙省、塔恩-加龙省、上加龙省、上比利牛斯省、大西洋比利牛斯省和朗德省接壤。
与卡斯泰拉-韦尔迪藏接壤的市镇（或旧市镇、城区）包括：艾格坦特、博凯尔、博纳、塞藏、热甘、拉罗克圣塞尔南、罗泽斯。
卡斯泰拉-韦尔迪藏的时区为UTC+01:00、UTC+02:00（夏令时）。

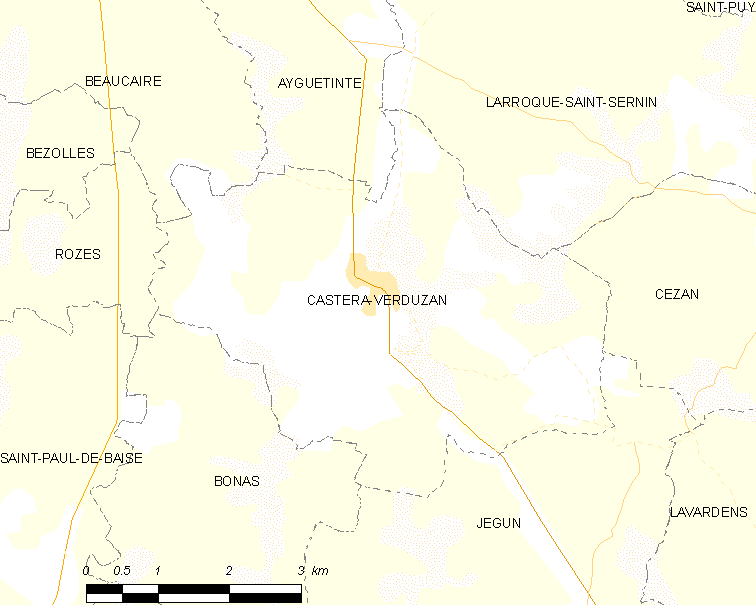
卡斯泰拉-韦尔迪藏的OSM定位图

## 行政
卡斯泰拉-韦尔迪藏的邮政编码为32410，INSEE市镇编码为32083。

## 政治
卡斯泰拉-韦尔迪藏所属的省级选区为巴伊斯-阿马尼亚克县。

## 人口

1962-2008年间卡斯泰拉-韦尔迪藏人口变化图示

卡斯泰拉-韦尔迪藏于2022年1月1日时的人口数量为1042人。